# Мордово-Аделяково
Мордово-Аделяково — село в Исаклинском районе Самарской области России. Входит в состав сельского поселения Мордово-Ишуткино.

## География
Расположено на правом берегу реки Сургут у впадения притока Вязовка, при автодороге 36Н-193, в 49 км южнее райцентра Исаклы и в 170 км на северо-восток от Самары (расстояния по шоссе). Высота центра селения над уровнем моря — 125 м

## История
В 1772 году построена небольшая церковь во имя святителя Николая, которая не могла вместить всех прихожан. Поэтому в 1878 году стали строить новую церковь, строительство продолжалось два года. Строительство церкви закончили в 1880 году.
В самом начале XX века (1903 год) в селе была построена и открыта церковно-приходская школа. До 1905 года в школе преподавали священник и дьякон, а в 1905 году приехала первая учительница .
В 1957 году было построено и открыто здание сельского Дома культуры, в 1967 году — памятник воинам-землякам, погибшим в годы Великой Отечественной войны. В 1958 году село было электрифицировано.

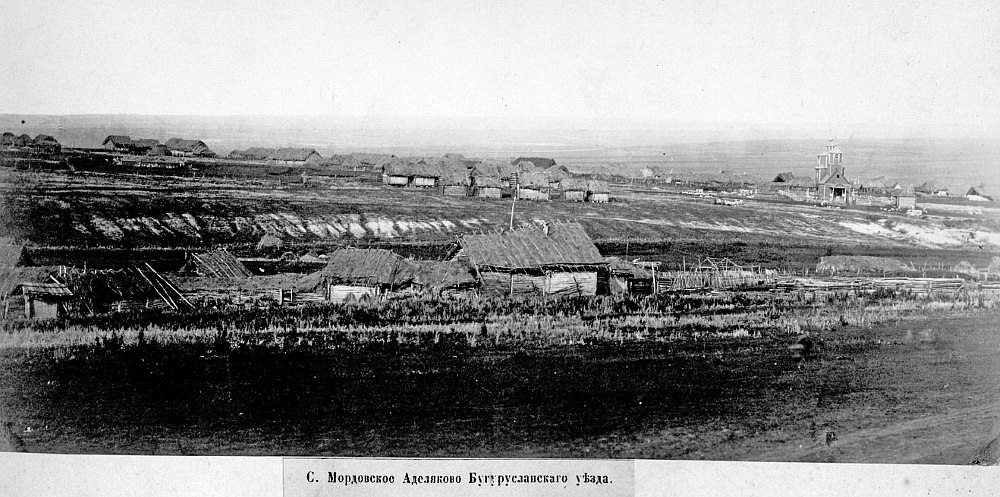

### Административно-территориальная принадлежность
С 1924 по 1927 год Аделяковский сельсовет был частью Кабановской волости Бугурусланского уезда Самарской губернии. В августе 1928 года Аделяковский сельский совет стал Микушкинского района Бугурусланского округа Средневолжской области.
С 20 октября 1929 года Средневолжская область переименована в Средневолжский край и тогда Аделяковский сельский совет стал частью Бугурусланского округа Средне-Волжского края. С августа 1930 года Аделяковский сельский Совет вошел в состав Сталинского района Бугурусланского округа Средневолжского края.
В августе 1934 года Мордово-Аделяковский сельский совет вошел в состав Сосновского района Средневолжского края, а в сентябре 1934 года в состав Похвистневского района. На основании постановления ВЦИК от 25 января 1935 года «О новой сети районов Средневолжского края и Мордовской АССР» на базе части территории Сергиевского, Похвистневского, Клявлинского и Денискинского районов был образован Исаклинский район, а с 27 января Средневолжский край был переименован в Куйбышевский край, в 1936 году в Куйбышевскую область. С 1939 года исполкомы сельских советов рабочих, крестьянских и красноармейских депутатов стали называть исполнительный комитет сельского совета депутатов трудящихся. В июне 1959 года Мордово-Аделяковский сельский совет вошёл в состав Подбельского района Куйбышевской области, в январе 1963 года стал относиться к Похвистневскому району.(января 1967 года на основании решения исполнительного комитета Куйбышевского областного совета депутатов трудящихся был вновь создан Исаклинский район, в который и был передан Мордово-Аделяковский сельский совет.
В 1930-е годы Мордово-Аделяково — центр проведения в жизнь курса ВКП(б) на коллективизацию сельского хозяйства, до 1952 года на территории сельского Совета существовало 5 колхозов, в последующем объединились в один большой колхоз имени Куйбышева.
До 30 апреля 2015 года являлось административным центром сельского поселения Мордово-Аделяково.

## Население
| 2010 |
| ---- |
| 515  |

### Историческая численность населения
- 1850 год (9 ревизия) — 742
- 1858 (10 ревизия) — 912

## Инфраструктура
Личное подсобное хозяйство с зоной сельскохозяйственного использования, индивидуальная застройка усадебного типа.
Основа экономики — сельское хозяйство.
В селе действует средняя общеобразовательная школа, детский сад «Колокольчик», сельская библиотека.

## Транспорт
Автобусное сообщение с райцентром. Остановки общественного транспорта «Мордово-Аделяково», «Мордово-Аделяково — Центр».